# Вюрфлах
Вюрфлах (нем. Würflach) — коммуна (нем. Gemeinde) в Австрии, в федеральной земле Нижняя Австрия. 
Входит в состав округа Нойнкирхен.  Население составляет 1559 человек (на 31 декабря 2005 года). Занимает площадь 12,32 км². Официальный код  —  3 18 47.

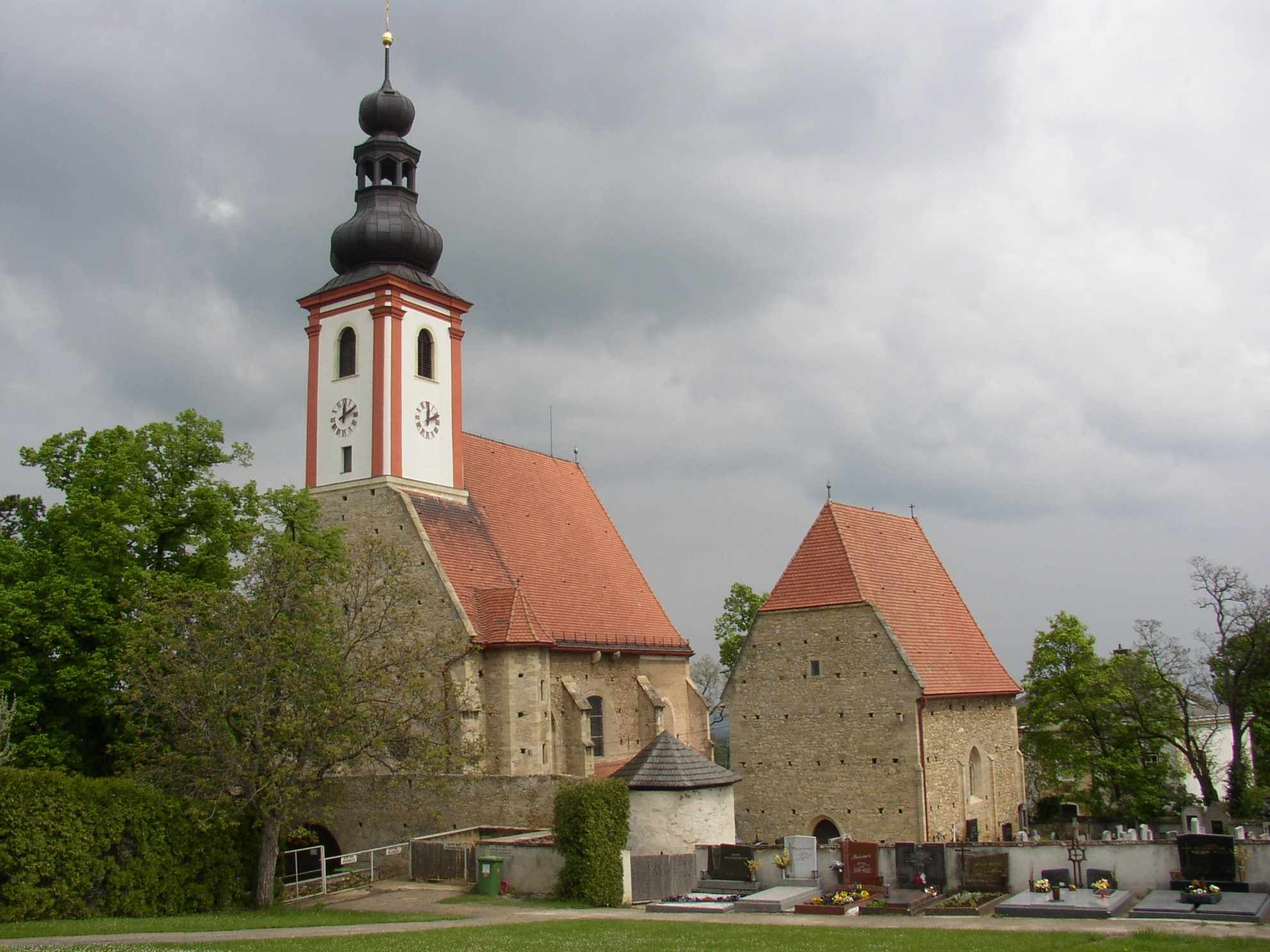
Вюрфлах

## Политическая ситуация
Бургомистр коммуны — Франц Вольтрон (АНП) по результатам выборов 2010 года.
Совет представителей коммуны (нем. Gemeinderat) состоит из 19 мест.
- АНП занимает 13 мест.
- СДПА занимает 6 мест.